# 前胸疼痛症候群
前胸疼痛症候群（Precordial catch syndrome，PCS）是一种前胸部剧烈刺痛的問題，但並不严重。症状常会隨呼吸而恶化，且只发生在一小块区域内。疼痛通常持续不到几分钟。通常在休息时发作，且不會合併其它症状。因疼痛與该病情的担忧可能会造成焦慮。
根本病因尚不清楚。一般認为疼痛可能源自胸壁或肋間神經的刺激 。危险因子包括心理壓力。痛感并非源自心臟。依症状诊断。有类似症状的鑑別診斷包括心绞痛、心包炎、胸膜炎和胸部创伤。
前胸疼痛症候群常以說明及安慰治療，因为通常无需任何治疗就會自行缓解。預後很好。此病症相對常见，好發於 6 至 12 岁儿童。男性和女性發病比率相同。較少見於成人。此症状至少自 1955 年起就出現於文獻中。